# جون بولكينغهورن
جون كارلتون بولكينغهورن (بالإنجليزية: John Polkinghorne)‏ عالم فيزياء نظرية ومفكر ديني وكاتب وكاهن أنجليكاني بريطاني من مواليد 1930 ، ويعتبر جون من رواد تفسير العلاقة بين الدين والعلم، وكان أستاذ الفيزياء الرياضية في جامعة كمبردج من عام 1968 إلى 1979 عندما استقال لدراسة الكهنوت وأصبح كاهناً أنجليكانياً في عام 1982، وخدم كرئيس لكلية كوينز في كمبردج من 1988 إلى 1996، ألف بولكينغهورن خمسة كتب عن الفيزياء وستة وعشرين كتاباً عن العلاقة بين العلم والدين، ومن مؤلفاته عالم الكم Quantum World 1989، الفيزياء الكمومية واللاهوت: صلة غير متوقعة 2005، استكشاف الحقيقة: التشابك بين العلم والدين 2007، أسئلة الحقيقة 2009، قارئ بولكينغهورن (حرره توماس جي أورد) ويقدم ملخصات رئيسية لأهم كتب بولكينغهورن المؤثرة، نصب فارساً في 1997 وأعطي جائزة تمبلتون في 2002 بمقدار مليون جنيهاً تقديراً لمساهماته المميزة في تاكيد البعد الروحي للحياة.

## السيرة

### الفيزياء
انضم إلى الاتحاد المسيحي لزمالة الكليات والجامعات المسيحية عندما كان في كمبردج حيث التقى بزوجته المستقبلية روث مارتن، وهي عضو أيضاً في الاتحاد وطالبة في كلية الرياضيات. تزوجا في 26 آذار عام 1955، وفي نهاية ذلك العام سافرا من ليفربول إلى نيويورك بحراً. قُبِل بولكينغهورن بزمالة هاركنيس لبحوث ما بعد الدكتوراة مع معهد كاليفورنيا للتكنولوجيا، حيث عَمِلَ مع موري جيل مان. وبالاقتراب من نهاية الزمالة عُرِض عليه منصب محاضر في جامعة إدينبرغ والذي شغله عامَ 1956.
بعد قضاء عامين في اسكتلندا عاد للتدريس في كمبردج عام 1958. رُقِّيَ إلى مرتبة قارئ (وهي مرتبة أكاديمية لمدرسي الجامعات)عامَ 1965. وفي عام 1968 عُرِضت عليه الأستاذية في الفيزياء الرياضية، وهو منصب شغله حتى عام 1979، وكان من طلابه بريان جوزيفسون ومارتن ريس. عمل لمدة 25 عام على نظريات الدريرات الأولية، ولعب دوراً مهماً في اكتشاف الكوارك  وبحث في الخواص التحليلية والطاقة العالية لتكاملات فينمان وقواعد نظرية المادة المبعثرة. بالإضافة لوظيفته في كمبردج، فقد قضى وقتاً في جامعات برينستون وبركلي وستانفورد والمنظمة الأوروبية للأبحاث النووية في جينيف. انتُخِبَ عامَ 1974 كزميل في الجمعية الملكية.